# Gernsbach
Gernsbach est une ville d'Allemagne, peuplée de 14 500 habitants, située dans le Land de Bade-Wurtemberg. Elle contient les quartiers Scheuern, Hilpertsau, Lautenbach, Obertsrot, Staufenberg
et Reichental depuis 1975.
Elle est jumelée avec la ville française de Baccarat (Meurthe-et-Moselle).

## Monuments
- Château d'Eberstein
- Villa Weber, construite par l'architecte Hermann Billing.

## Personnalités liées à la ville
- Otto Mayer (1846-1924), juriste mort à Hilpertsau.
- Ute Verhoolen (1948-2013), journaliste mort à Gernsbach.